# 川田周雄
川田 周雄（かわた かねお、1911年6月13日 - 1984年7月3日）は、日本の英文学者、翻訳家。

## 略歴
東京出身。漢学者で貴族院議員を歴任した川田甕江の孫。熱帯産業社長・川田鷹の四男で、叔父で歌人・住友総本社理事の川田順の養子となる。1937年京都帝国大学文学部英文科卒、京都大学医学専門学校教授、京都大学教養部助教授、教授、1974年定年退官、名誉教授、甲南大学教授。

## 翻訳
- 『デイジー・ミラー』（ヘンリ・ヂェイムズ、渡辺純共訳、岩波文庫）1940年
- 『キリスト教と現代』（バージル・ウイレー、武藤一雄共訳、創文社、フォルミカ選書）1955年
- 『英文学をどう読むか』（L・D・ラーナー、深瀬基寛, 安田章一郎共訳、筑摩書房）1957年
- 『死を迎える大司教』（ウィラ・キャザー、刈田元司共訳、荒地出版社、現代アメリカ文学全集2）1957年
- 『光に向つた窓 イエズスと聖フランシスコとそして私』（アーサー・タン、中央出版社、ユニヴァーサル文庫）1957年
- 『教養と無秩序他』（マシュー・アーノルド、青木雄造共訳、河出書房新社、世界大思想全集24、哲学・文芸思想篇）1960年
- 『わが生涯の弁（抄）』（ヘンリー・ニューマン、白水社、現代キリスト教思想叢書3（ニューマン、チェスタトン、エリオット））1973年

## 論文
- CiNii>川田周雄